# آندرس والتر
آندرس والتر (انگلیسی: Anders Walter؛ زادهٔ ۵ فوریهٔ ۱۹۷۸) کارگردان، تهیه‌کننده اهل دانمارک است. وی از سال ۲۰۱۱ میلادی تاکنون مشغول فعالیت بوده‌است.
وی همچنین برندهٔ جوایزی همچون جایزه اسکار بهترین فیلم کوتاه شده‌است.